# Erp (Ariège)
Erp település Franciaországban, Ariège megyében. Lakosainak száma 132 fő (2022. január 1.). Erp Lacourt, Rivèrenert, Soueix-Rogalle és Soulan községekkel határos.

## Népesség
A település népességének változása:
| Lakosok száma | 109  | 105  | 88   | 111  | 132  | 121  | 121  | 130  | 132  | 132  |
|               | 1968 | 1982 | 1990 | 2006 | 2013 | 2015 | 2017 | 2019 | 2020 | 2022 |